# Aperileptus melanopsis
Aperileptus melanopsis är en stekelart som beskrevs av Förster 1871. Aperileptus melanopsis ingår i släktet Aperileptus och familjen brokparasitsteklar. Arten är reproducerande i Sverige. Inga underarter finns listade i Catalogue of Life.